# スブタイ

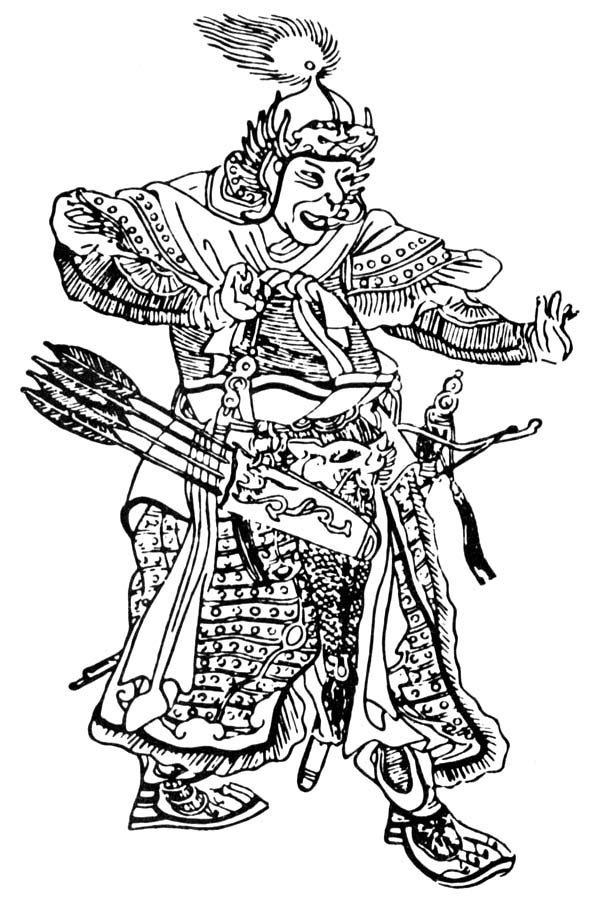
スブタイ

スブタイ（スベエデイ、 Sübe'edei/Sübütei/Сүбээдэй、1176年 - 1248年）は、モンゴル帝国の軍人。ウリャンカイ部の出身。漢文では「速別額台」（スベエデイ）や「速不台」「雪不台」（スブタイ）とも表記され、ペルシア語資料では سوبداى بهادر Sūbdā'ī bahādur として表れる。名前に含まれるSübe'eは「脇腹」を意味する。
同じチンギス・カン配下の軍人であるジェベ、ジェルメ、クビライ・ノヤンらとともに、「四狗」の一人に数えられる。ジェルメの弟。

## 出自
スブタイの出身であるウリャンカイ部とは、元来中国東北部北部からシベリア南部にかけての森林地帯に住む狩猟民の凡称であったとみられている（後世になっても李氏朝鮮が女真族など北方ツングース系諸集団をオランケの呼称で呼んでいるという用例が知られる）。そのうち、12世紀頃にモンゴル高原に進出した一派がモンゴル諸部族の隷属集団として組み込まれたようで、『元朝秘史』の伝承によればブルカン岳周辺に先住し、モンゴル部族の遠祖ボドンチャル・ムンカクの頃に征服されてこれに隷従したとある。また『元史』「速不台伝」によればチンギス・カンの五世の祖であるトンビナイ・セチェンの時代に従属関係を結んだ事が述べられており、ジャライル部族と同様に最も早い時期にモンゴル部族集団と従属関係を結んだ、有力かつ大きないわゆる「譜代の隷臣」の部族集団であったと考えられている。

## 生涯

### 若年期
メルキトとの戦いを終えたチンギス・カンがアンダ（盟友）のジャムカと決別した後、スブタイはチンギスの元に帰参した。チンギス・カンのケシクに入り、オルドの警護を命じられた。『元朝秘史』に載る1206年のチンギス・カンの第二次即位時の功臣表では第51位に数えられ、千人隊長の地位を与えられた。
1216年/17年にスブタイはアルタイ山脈で再起を図っていたメルキトの討伐を命じられ、鉄車を用いてチュイ川で勝利を収めた。更に、敗走するメルキト残党を追ったスブタイはキプチャク草原に入り、同じくメルキト残党を自国領から排除すべく北上してきたアラーウッディーン率いるホラズム軍と「カンクリ族の住まう地カラ・クム」にて遭遇した。この「カラ・クムの戦い」にてスブタイは一分遣隊ながら国王自ら率いるホラズム精鋭軍と互角の戦いを繰り広げ、引き分けに持ち込んだ。この一戦を通じてモンゴル側はホラズム軍の実力を見極めて自信を深め、逆にホラズム側は野戦におけるモンゴル軍の恐ろしさを思い知り、以後の両国の戦略に多大な影響を与えたと評されている。

### イラク、カフカス、ルーシへの遠征
1219年からのホラズム・シャー朝の遠征においては、ジェベと共にホラズム王アラーウッディーン・ムハンマドの追撃を命じられ、彼を追って西に進んだ。スブタイはホラーサーン地方に進んでホラーサーンからクーミスに至る地域に点在する都市を略奪し、モンゴル軍の略奪や破壊の利益に与ろうとする軍人やならず者たちがスブタイらの軍に加わっていった。スブタイはレイで行動を別にしていたジェベと合流して町を略奪し、アラーウッディーンが逃亡したマーザンダラーンに侵入する。スブタイたちはゴムを略奪し、ガズヴィーンでは占領後に住民たちからの攻撃を受け、およそ40,000人の民衆を殺害した。
1220年12月にアラーウッディーンはカスピ海上のアバスクン島で没するが、スブタイとジェベはムハンマドの死を知らないまま進軍を続け、アラーウッディーンの逃亡先と推測した北イランと南コーカサスに攻撃を行った。アゼルバイジャン地方に進んでこの地を支配するイルデニズ朝（イル・ドュグュズ朝、イルデギズ朝）を屈服させ、隣接するグルジア王国を攻撃する。グルジア攻撃は1220年から1221年にかけての冬に行われ、春になるとスブタイらはアゼルバイジャンに戻ってイルデニズ朝から物品を徴収した。追撃隊はマラーガ、イルビル、ハマダーンなどのイラン・イラク北部の都市とアゼルバイジャンを襲撃するが、タブリーズでは市民の頑強な抵抗に遭って退却する。1221年10月にアッラーン地方のバイラカーンで虐殺を行い、アッラーンの中心都市のギャンジャに迫るが、ギャンジャの市民が戦闘に長けていることを知ると貢納を受け取って退却し、再びグルジアを攻撃した。
1222年後半にスブタイらはデルベントを越えてカフカス北麓に到達し、現地に居住するアス人、レズギン人、チェルケス人、キプチャク人の連合と衝突した。モンゴル軍はキプチャク人を買収して連合軍を破った後、残ったキプチャク人を攻撃して彼らの居住地であるキプチャク草原に侵入した。キプチャク人はモンゴルから逃れるために西方に移動し、キプチャク人の族長の一人コチャンは義父であるガーリチ公ムスチスラフに助けを求めた。ムスチスラフはコチャンの要請に応え、キエフにルーシ諸侯を集めて連合を結成した。1223年5月31日にカルカ河畔でスブタイ、ジェベはルーシ諸侯・キプチャクの連合軍と戦い、大勝を収めた（カルカ河畔の戦い）。カルカ河畔の戦いはモンゴルとヨーロッパ世界の間に起きた最初の軍事的接触であり、後のモンゴルのヨーロッパ侵攻の動機になる。
カルカ河畔の戦いの後にクリミア半島に侵入し、交易都市として繁栄していたスダクを攻撃した。やがてスブタイたちはヴォルガ川を北上してブルガール地方に到達する（モンゴルのヴォルガ・ブルガール侵攻）。ヴォルガ・ブルガール人から強固な抵抗を受け、スブタイらは東方に帰還し、イルティシュ川流域で遠征の帰路についていたチンギスと合流した。スブタイ、ジェベらが率いたモンゴル軍の情報と噂はルーシを経てヨーロッパに伝えられた。

### 金国への遠征
1228年からオゴデイ・カアンが実施した金遠征には、スブタイも従軍した。
1232年の三峰山の戦いでは、トルイとともに完顔合達・完顔陳和尚らが率いる金の軍隊に勝利を収める。同年4月にスブタイはオゴデイの命令を受け、皇帝の完顔寧甲速が籠る汴京（開封）を包囲する。オゴデイから降伏を勧告された寧甲速はモンゴルに人質を差し出して和約の締結を求めたが、スブタイは和平の締結は自分の関知するところではないと答えて攻撃を続けた。モンゴル軍は投石器を使って城壁の周囲の濠を埋め、楼や櫓を破壊した。しかし、守備隊が使用した火薬兵器の震天雷と飛火槍によってモンゴル軍は城内への侵入を阻まれ、5月に包囲を解いて退却した。
1232年8月に金との和平交渉にあたっていたモンゴルの使節団が金の兵士によって殺害されて講和は決裂し、スブタイは再び汴京の攻撃に取り掛かり、1233年にスブタイは寧甲速が脱出した後の汴京に2度目の包囲を敷いた。城内は食糧と物資の欠乏に見舞われ、金の将軍の崔立によって汴京はモンゴル軍に明け渡された。汴京の陥落前、スブタイは事前に城の攻略に際して自軍の兵士が多く負傷した報復として町で虐殺を行う許可をオゴデイに求めていたが、耶律楚材の制止によって金の帝室の人間のみが虐殺の対象となった。

### バトゥの征西
1235年に開催されたクリルタイにおいてヨーロッパ遠征が決定されると、スブタイは軍事能力と長年にわたる従軍経験を評価され、遠征の総司令官を務めるバトゥの副官に任じられた。この時のヨーロッパ遠征では、スブタイがバトゥに代わる実質的な総司令官を務めていたとも考えられている。
1236年春にスブタイはブルガール地方を攻撃し、ブルガールの族長たちを屈服させる。1237年から1238年にかけ、遠征軍はリャザン（旧リャザン）、ウラジーミル、スーズダリ、トヴェリなどのルーシの都市を陥落させた。スブタイは略奪によって食糧を集めながら南下し、ドン河畔で兵士に休息を取らせた。モンゴルへの服従を拒むカフカスの民族が制圧された後に遠征軍は行軍を再開し、1240年にキエフを破壊する。スブタイの軍はモルダヴィアを抜け、1241年にハンガリーに侵入したバトゥの本隊と合流した。モヒの戦いにおいて、スブタイはハンガリー王ベーラ4世が率いるハンガリー軍に勝利を収めた。同年にオゴデイが没するとヨーロッパ遠征は中止され、スブタイは東方に帰還した。
スブタイは帰国後にオゴデイ没後に開催されたクリルタイに参加した後、トゥラ河畔に与えられた遊牧地に居住し、1,100の封戸を有した。死後、河南王に追封された。

## 子
- ココチュ
- ウリヤンカダイ
- テムル・ブカ
- バウルチ

## ウリヤンカン部スブタイ家
- 千人隊長スブタイ（Sübe'etei ＞速別額台/sùbiéétái,سوبداى/sūbdā'ī）
  - 大元帥ウリヤンカダイ（Uriangqadai ＞兀良合台/wùliánggĕtái,اوريانكقداى/ūrīānkqadāī）
    - 都元帥ココチュ/ココテイ（Kököčü/Kökötei ＞闊闊帯/kuòkuòdài,كوكچو/Kūkuchū）
    - 都元帥・中書左丞相アジュ（Aju ＞阿朮/āzhú,آجو/Ājū）
      - 河南王ブリルギテイ（Bürilgitei ＞卜憐吉帯/bŭliánjídài）
        - 江浙行省平章政事トントン（Tongtong ＞童童/tóngtóng）

## スブタイが参加した戦争・戦闘

### 参加した戦争
- モンゴルのホラズム・シャー朝征服
- モンゴルのルーシ侵攻
- モンゴルのポーランド侵攻

### 参加した戦闘
- カルカ河畔の戦い
- モヒの戦い